# 코친 국제공항

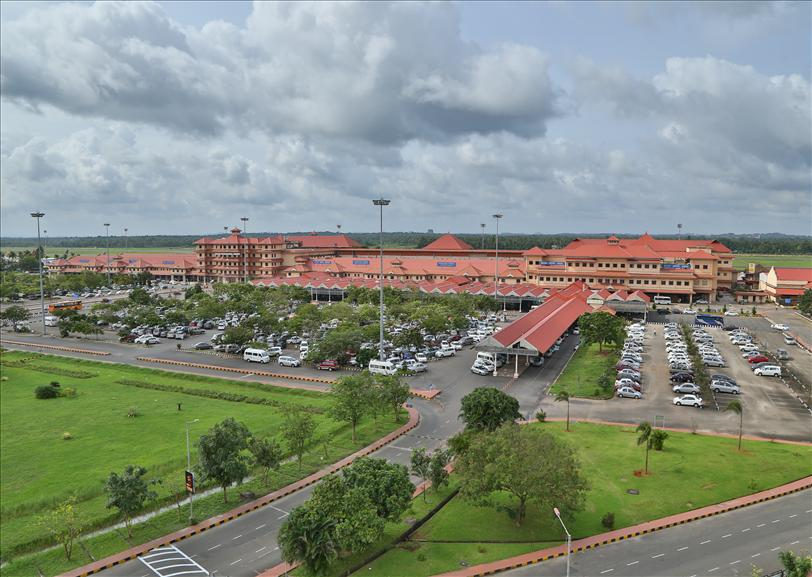

코친 국제공항(Cochin International Airport, IATA: COK, ICAO: VOCI)은 인도 케랄라주 코치시를 관할하는 국제공항이다. 도시 중심부에서 북동쪽으로 약 25킬로미터 지점의 Nedumbassery에 위치한 코친 국제공항은 인도의 민관 협력(Public–private partnership, PPP) 모델 하에 개발된 것이다. 이 프로젝트는 30개 국가 출신의 약 10,000명의 비상주 인도인들의 자금을 받아 진행되었다.
케랄라주에서 가장 분주하고 가장 큰 공항이다. 2019년 기준으로, 코친 국제공항은 케랄라주의 모든 항공 승객 이동 중 61.8%를 맡고있다.